# Los libros que nos unen, homenaje a Emilio Alarcos
L'escultura urbana coneguda pel nom Los libros nos unen, ubicada al carrer Emilio Alarcos Llorach, en el campus de El Milán de la Universitat, a la ciutat d'Oviedo, Principat d'Astúries, Espanya, és una de les més d'un centenar que adornen els carrers de l'esmentada ciutat espanyola.
El paisatge urbà d'aquesta ciutat, es veu adornat per obres escultòriques, generalment monuments commemoratius dedicats a personatges d'especial rellevància en un primer moment, i més purament artístiques des de finals del segle xx.
L'escultura, feta de bronze, és obra de Eduardo Úrculo, i està datada 1999.
Es tracta d'una escultura homenatge a Emilio Alarcos Llorach (Salamanca, 22 d'abril de 1922 - Oviedo, 26 de gener de 1998), filòleg espanyol, catedràtic emèrit de la Universitat d'Oviedo i membre de la Reial Acadèmia Espanyola i de l'Acadèmia de la Llengua Asturiana.
L'escultura està sobre una petita plataforma, malgrat que en un primer moment havia d'instal·lar-se, per indicació del mateix Úrculo, sobre una gran base de pedra, de 30 metres, la qual cosa encaixava amb la idea que aquesta base constituís un lloc de descans per als vianants, de manera que conformés un autèntic lloc de reunió, integrant-se en l'ambient universitari i fóra un lloc de trobada.
L'obra està localitzada a la cantonada de la plaça existent sobre un aparcament subterrani i amb la biblioteca «Emilio Alarcos», construïda al campus de El Milàn de la Universitat d'Oviedo.